# Neubauer Forst-Süd

Lage des Neubauer Forst-Süd im Landkreis Wunsiedel

Der Neubauer Forst-Nord ist ein 3,13 km² großes gemeindefreies Gebiet nordöstlich von Fichtelberg im Landkreis Wunsiedel. 

## Schutzgebiete

### Geotope
- Ahornfels (Geotop-Nummer 479R026)